# 로스네프트
로스네프트(러시아어: Росне́фть, 영어: Rosneft)는 러시아 모스크바에 본사를 두고 석유 탐사 및 채광, 정유 및 석유 제품 운송 등을 전문으로 하는 러시아 반(半) 국영 통합 에너지 회사이다.
로스네프트는 1993년에 국영기업으로 설립되었고, 1995년 주식회사로 전환한 뒤에 다수의 국영 가스 및 석유자산을 취득했다. 로즈네프트는 전직 석유회사 유코스의 자산을 국영 경매에서 매입한 뒤 러시아 굴지의 석유회사가 됐다.
로스네프트는 러시아에서 세 번째로 큰 회사이며, 2018년 기준으로 매출액은 4조 1,340억 루블로서, 러시아의 가즈프롬에 이어 두 번째로 큰 국영기업이다. 이 회사는 전세계 20여개국에 진출해 있다.
2019년 말 기준으로 자회사를 포함하여 약 35만 명의 직원을 고용하였다.

## 연혁
로스네프트는 1993년 소련의 석유 가스부의 후계자인 로스네프테가스가 이전에 보유하고 있던 자산을 가진 단일 국영기업으로 설립되었다.
1996년 3월, 로스네프트는 러시아 지역 개발 은행을 설립했다.
로스네프트는 1998년 러시아 금융위기 때 자산 부진으로 생산량이 감소하고 정제 능력이 떨어져서 소매판매가 감소하는 등 재정적으로나 운영적으로 어려움을 겪었다. 1998년 7월 러시아 정부는 로스네프트를 매각하려 했으나 실패했다.

## 같이 보기
- 석유 수출에 따른 나라 목록
- 석유 생산량에 따른 나라 목록
- 천연가스 수출량에 따른 나라 목록